# 神田相生町
神田相生町（日语：／ Kanda-aioichō */?）是東京都千代田區的町名。住居表示未實施區域，為單獨町名未設丁目。郵遞區號101-0029。2013年7月1日為止的人口為0。

## 地理
位於JR秋葉原站中央改札口（驗票口）北側，北臨神田練塀町，東接神田松永町，南鄰神田花岡町，西連外神田。町域十分狹小，東西向的神田明神通貫穿中央。町域西側是JR鐵路路廊。東側有2棟辦公大樓，其中神田明神通北側的「大東大樓」南半部位於町內，但住址為神田練塀町。道路南側的「秋葉原CENTER PLACE大樓」（秋葉原センタープレイスビル）整棟都在神田相生町内。
神田相生町長期沒有建築登記，僅是地籍上的地名，直到秋葉原CENTER PLACE大樓開業後，才以「神田相生町1番地」作為地址。

## 歷史
1890年（明治23年），因開設秋葉原貨物取扱所而縮減町域。1932年（昭和7年）總武線延長，上野、神田間高架化造成町域再次縮減。1964年（昭和39年）實施新住居表示，部分編入外神田，成為現行的「神田相生町」。
町內三分之二是JR用地，其餘為明神坂高架下的道路。

### 地名由來
借用歌謠曲《高砂》的「相生之松」作為町名。

## 交通
町域内沒有車站，但靠近東京地下鐵日比谷線秋葉原站(神田佐久間町)，也可在秋葉原站搭乘山手線或京濱東北線等JR東日本路線，JR秋葉原站月台在神田花岡町，站體地址為外神田。

## 備註
1. ↑  .   [2013-08-01]. （原始内容存档于2013-10-23）.